# Венгленский, Ян
Ян Венгленский (пол. Jan Węgleński; 1765 — 13 июля 1835, Мёнчин (Люблинское воеводство), Люблинское воеводство) — польский государственный деятель, министр доходов и казначейства Герцогства Варшавского (1809—1810) и Царства Польского (1818—1821).

## Биография
Родился около 1765 года. Выходец из шляхетского рода Венгленских герба Шренява. Изучал право в Замойской академии. В 1780-е годы проживал в Люблине, где занимался адвокатской практикой. Позднее переехал в Варшаву. 
13 июля 1809 году стал министром доходов и казначейства Герцогства Варшавского в правительстве Станислава Костки Потоцкого и оставался на этой должности вплоть до 30 сентября 1810 года. Находясь в этой должности, Венгленский заложил первый камень в основание будушего памятника Николаю Копернику в Торуни, который был торжественно открыт только в 1853 году. 
В дальнейшем вплоть до 1811 года был членом Кассационного суда. В 1812 году стал членом Генеральной конфедерации Королевства Польского. Всё это, впрочем не помешало Венгленскому продолжить карьеру в российском Царстве Польском.
В 1816–1818 годах Венгленский был президентом Счётной палаты. В 1818–1821 годах — снова министром доходов и казначейства. С 1825 года — статс-секретарём. В 1830 году состоял членом Генерального совета Правительственной комиссии по делам исповеданий и народного просвещения.
Венгленский был кавалером ордена Белого орла, членом Экономического и сельскохозяйственного общества. Владел усадьбой Мёнчин, где, будучи римо-католиком, для своих крестьян выстроил греко-католическую церковь (в 1918 году была переделана в католическую) и бесплатно выделил землю для организации приходского кладбища.
Скончался в 1835 году в Мёнчине и был похоронен на греко-католическом кладбище, которое основал (несмотря на разницу исповеданий) под каменным крестом с надписью: «Ценя добродетель польского крестьянина, он потребовал, чтобы его тело было похоронено на сельском кладбище».
Брат — Франц Венгленский (польск.; 1766—1820), министр юстиции Царства Польского в 1819—1820 годах.